# Richard Zimmermann
Pour les articles homonymes, voir Zimmermann.

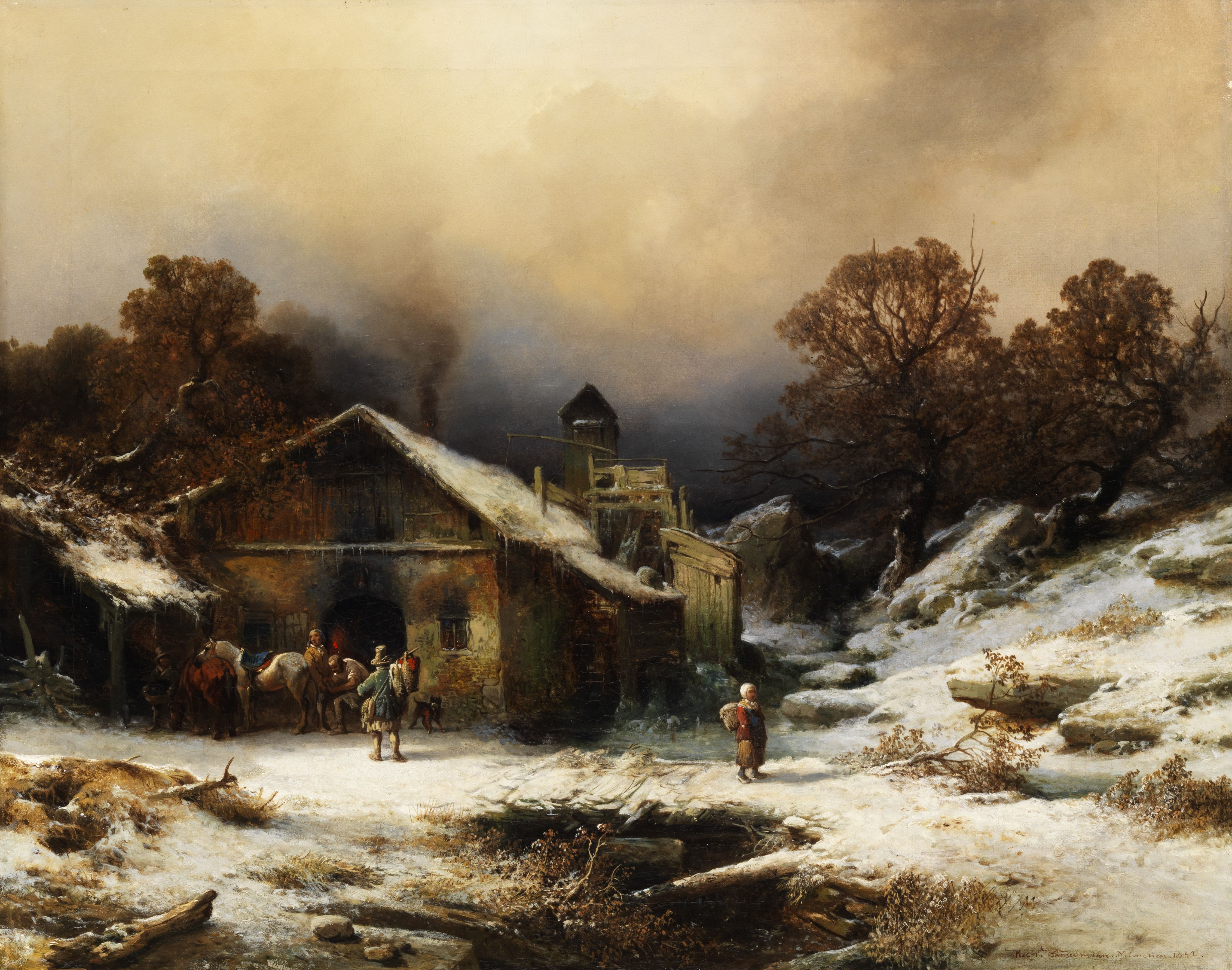
Paysage enneigé avec ferme (1852)

Richard Augustus Zimmermann, né le 2 mars 1820 à Zittau et mort le 4 février 1875 à Munich, est un peintre de paysage et de genre.

## Biographie
Richard Zimmermann naît le 2 mars 1820 à Zittau.
Il est le fils de l'impresario Karl Friedrich August Zimmermann, et ses trois frères, Albert, Max et Robert, sont tous des peintres connus. Il est l'élève du premier, et le suit en 1838 à Munich, se consacrant, contrairement à ses conseils, à la peinture de paysage au lieu de l'histoire. Le changement, cependant, s'avère fructueux et ses paysages d'hiver, ses vues sur la forêt et la montagne, ses croquis de village et ses pièces de mer deviennent populaires. Dans sa dernière période, il adopte le style de Berchem. Il se retire quelque temps à Prague, où il travaille pour un orfèvre. Il meurt après une courte maladie, le 4 février 1875 à Munich.